# NGC 4636
NGC 4636 је елиптична галаксија у сазвежђу Девица која се налази на NGC листи објеката дубоког неба.
Деклинација објекта је + 2° 41' 14" а ректасцензија 12h 42m 49,7s. Привидна величина (магнитуда) објекта NGC 4636 износи 9,4 а фотографска магнитуда 10,4. Налази се на удаљености од 16,014 милиона парсека од Сунца. NGC 4636 је још познат и под ознакама UGC 7878, MCG 1-32-137, CGCG 43-2, VCC 1939, PGC 42734.